# Interval QT

Interval QT normal (cliqueu)

En Medicina, especialment en cardiologia, l'interval QT és la mesura del temps entre el començament de l'ona Q i el final de l'ona T a l'electrocardiograma. Si es troba anormalment perllongat pot generar arrítmies ventriculars.
El valor normal de l'interval QT és entre 0,35 i 0,44 (0,45 en dones) segons. Si el valor de l'interval QT es troba per sota de 0,32 segons, és un QT curt anormal.

## Mesura

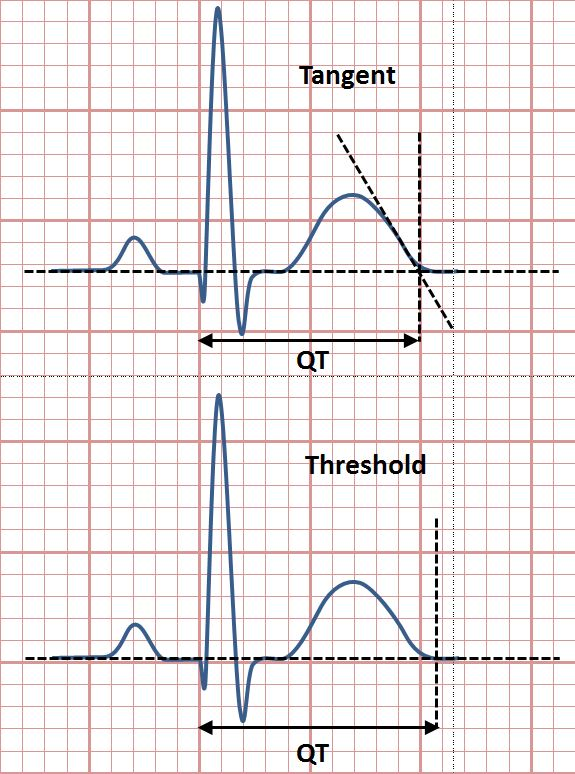
Il·lustracions dels mètodes de la tangent i del llindar per la mesura de l'interval QT

L'interval QT pot ser mesurat per diferents mètodes, com el mètode del llindar en què el final de l'ona T està determinat pel punt en què s'uneix a la línia base isoelèctrica, el mètode de la tangent en què el final de l'ona T és determinat per la intersecció d'una línia extrapolada a la línia isoelèctrica i la línia tangent que toca la part final de l'ona T al punt més inferior.

## Correcció segons la freqüència cardíaca
L'interval QT és dependent de la freqüència cardíaca (a més freqüència menor és l'interval) i ha de ser ajustat a aquesta freqüència per a la seva interpretació. En les dues fórmules que segueixen RR = 60/freqüència cardíaca.

### Fórmula de Bazett
Estàndard correcció utilitza la fórmula de Bazett, el càlcul de l'interval Qt corregit QTC.
La fórmula és :
{\displaystyle QTc={\frac {QT}{\sqrt {RR}}}}
On QTc és l'interval QT corregit per a la freqüència. No obstant això, aquesta fórmula no sol ser gaire exacta, sobre valorant freqüències altes i infravalorant freqüències baixes.

### Fórmula de Fridericia
En el mateix any, Fridericia va publicar un ajust alternatiu:
{\displaystyle QT_{F}={\frac {QT}{RR^{1/3}}}}

### Fórmula de Sagie
La correcció de Framingham, també anomenada fórmula de Sagie basada en el Framingham Heart Study, que utilitzava dades de cohorts a llarg termini de més de 5.000 subjectes, es considera un millor mètode.
{\displaystyle QTlc=1000\left({\frac {QT}{1000}}+0,154(1-RR)\right)}
De nou, aquí QT i QTlc estan en mil·lisegons i RR es mesura en segons.

## Anormalitats

Representació esquemàtica d'un traçat ECG normal, en ritme sinusal, amb ones, segments i intervals.

Tant la prolongació de l'interval com l'escurçament poden ser origen d'arrítmies ventriculars, així com d'alteracions electrolítiques com ara la hipocalcèmia (QTc = 0.58s) o la hipercalcèmia (QTc = 0.36s).

## Tipus d'intervals ECG

### ECG: intervals, segments i ones (feu clic a la imatge)
|  |  |  |  |  |
|  |  |  |  |  |